# Боташев, Расул Борисович
Расул Борисович Боташев (род. 20 октября 1977 г. в с. Учкекен Малокарачаевского района Ставропольского края) — российский политический деятель, депутат Государственной Думы VII созыва, член фракции «Единая Россия», член комитета Госдумы по международным делам.

## Краткая биография
В 2005 году получил высшее образование по специальности «Экономист» окончив ГОУ ВПО «Российский государственный гуманитарный университет». В 2015 году прошёл переподготовку по специальности «международные отношения» в ФГБОУ ВПО «Дипломатической академии Министерства иностранных дел РФ». С 2004 года работал в ООО «Энергетик» (санаторно-курортное учреждение) генеральным директором, был совладельцем компании.
В марте 2009 года баллотировался в порядке самовыдвижения в депутаты Народного собрания Карачаево-Черкесии IV созыва, одержал победу и стал депутатом по одномандатному избирательному округу № 23.
С 2011 года работал в Карачаево-Черкесской Республике торговым представителем города Санкт-Петербург. В сентябре 2014 года баллотировался от партии «Единая Россия» в депутаты Народного собрания Карачаево-Черкесии V созыва, по результатам выборов избран депутатом. В 2016 году в связи с избранием в Госдуму досрочно сложил с себя депутатские полномочия.
В сентябре 2016 года выдвигался в депутаты Госдумы от партии «Единая Россия», был избран депутатом Государственной Думы VII созыва по одномандатному избирательному округу № 16.

## Законотворческая деятельность

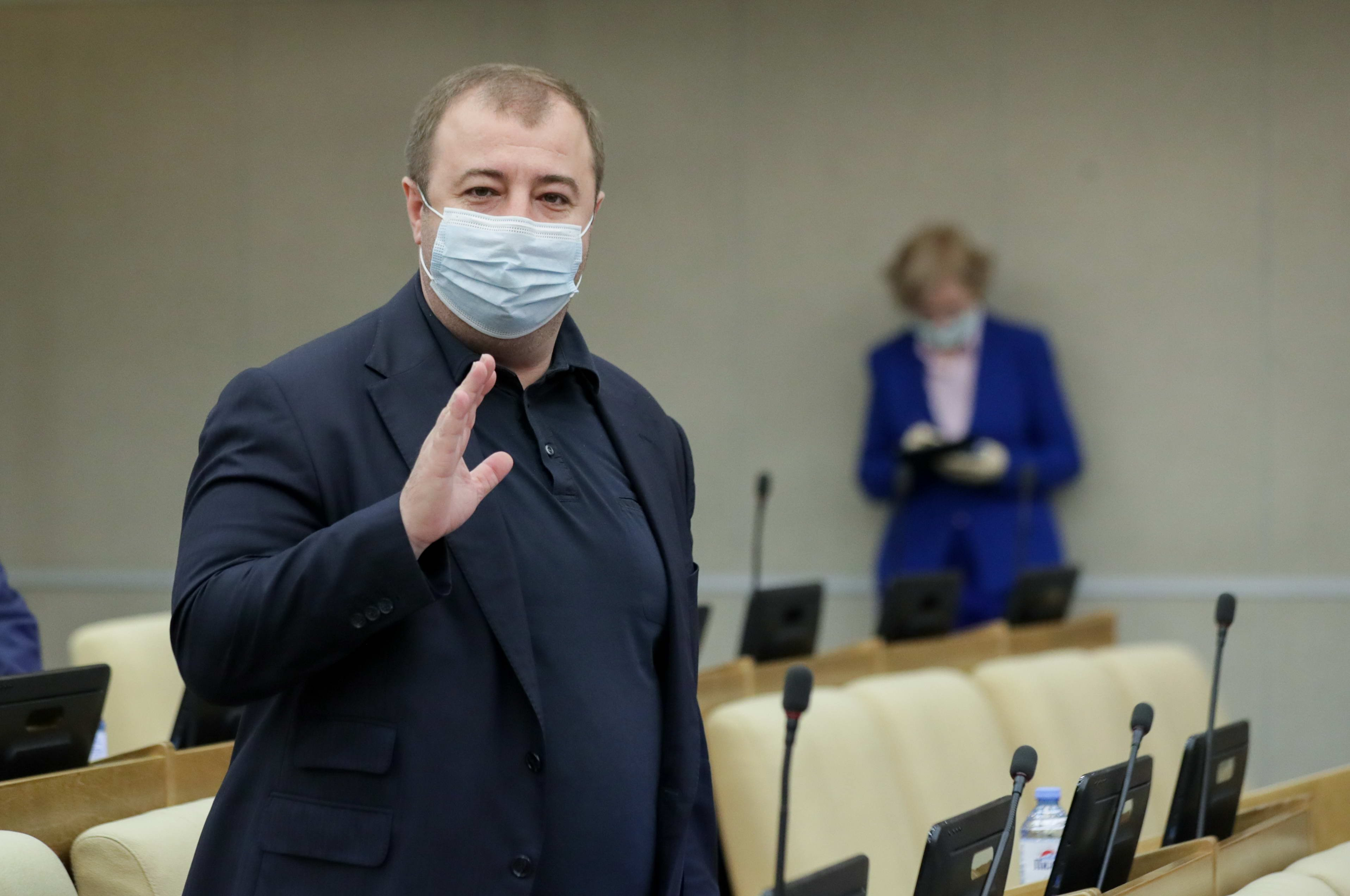
На пленарном заседании в Государственной Думе, 2021 год

С 2016 по 2019 год, в течение исполнения полномочий депутата Государственной Думы VII созыва, выступил соавтором 5 законодательных инициатив и поправок к проектам федеральных законов.

## Награды и звания
- Почётная грамота Народного Собрания (Парламента) КЧР[7]
- Почётный гражданин Карачаевска[8]